# Руснак Іван Степанович
Іва́н Степа́нович Русна́к (нар. 29 січня 1952, с. Ділове, Рахівський район, Закарпатська область, Українська РСР, СРСР) — радянський військовик, український воєначальник, державний діяч та науковець, перший заступник Міністра оборони України (з 10 вересня 2014[уточнити] до 14 лютого 2023). Генерал-полковник (20 серпня 2008) запасу, доктор військових наук (1996), професор (1996). Заслужений діяч науки і техніки України (23 листопада 1998). Лауреат Державної премії України в галузі науки і техніки.

## Біографія
З серпня 1968 року по 1993 рік проходив службу на різних посадах в Радянській армії.
У 1972 році закінчив Полтавське вище зенітне артилерійське командне училище.
З 1972 по 1979 рік проходив військову службі на офіцерських посадах командира артилерійського взводу, командира зенітної ракетної артилерійської батареї, командира зенітної батареї, оперативного чергового командного пункту.
Після закінчення у 1982 році Військової академії протиповітряної оборони Сухопутних військ імені Маршала Радянського Союзу Василевського О.М. (м. Київ) проходив службу на посаді начальника штаба — заступника командира зенітного артилерійського полку у Північно-Кавказькому військовому окрузі.
З 1984 року займався науково-педагогічною діяльністю.  Закінчив ад’юнктуру Військової академії протиповітряної оборони Сухопутних військ імені Маршала Радянського Союзу Василевського О.М. та обіймав посади викладача, старшого викладача і заступника начальника кафедри застосування військ Військової академії протиповітряної оборони Сухопутних військ імені Маршала Радянського Союзу Василевського О.М.
У 1991—1993 роках навчався у Військовій академії Генерального штабу Збройних Сил Російської Федерації, після закінчення якої вступив на службу до Збройних Сил України.
З серпня 1993 року по грудень 1996 року обіймав посади начальника кафедри військ оборони повітряного простору Академії Збройних Сил України та начальника кафедри Сил ППО та ВПС Академії Збройних Сил України. З 1996 по 2004 роки проходив службу на посаді начальника військово-наукового управління — заступника начальника Генерального штабу ЗС України з науки.
З грудня 2004 року до 7 листопада 2007 року — перший заступник начальника Національної академії оборони України.
Пройшов курс навчання у Гарвардському університеті за програмою «Національна безпека України».
Указом Президента України від 7 листопада 2007 року № 1068/2007 Івана Руснака призначено на посаду командувача Повітряних Сил Збройних Сил України. Указом Президента України від 12 серпня 2010 року № 813/2010 звільнений з посади командувача Повітряних Сил Збройних Сил України.
Указом Президента України від 25 жовтня 2010 року № 967/2010 звільнений в запас за станом здоров'я. Після звільнення з лав Збройних Сил України з травня 2011 року по грудень 2012 року працював помічником Міністра — інспектором з питань застосування рятувальних служб та авіації Міністерства надзвичайних ситуацій України. У липні 2013 року був призначений на посаду начальника Управління регулювання діяльності державної авіації Міністерства оборони України.
З 23 квітня 2014 року до 10 вересня 2014 року — заступник Міністра оборони України. Розпорядженням Кабінету Міністрів України від 10 вересня 2014 року № 844-р призначений першим заступником Міністра оборони України. 14 лютого 2023 року звільнено із посади першого заступника Міністра оборони України .

## Військові звання та ранги
генерал-майор (21 серпня 1996)
генерал-лейтенант (до 15 травня 2002)
генерал-полковник (20 серпня 2008)
7 ранг державного службовця

## Наукові та інші здобутки
Іван Степанович є автором (співавтором) близько 150 наукових праць, зокрема з питань основ політики воєнної безпеки, будівництва Збройних Сил України, їх підготування та застосування, міжнародної миротворчої діяльності тощо. Очолював робочі групи Міністерства оборони України з розроблення проектів законів України «Про Воєнну доктрину України», «Про демократичний цивільний контроль над Воєнною організацією та правоохоронними органами держави» та Указу Президента України щодо розподілу повноважень між Міністерством оборони України та Генеральним штабом Збройних Сил України. Підготував 12 кандидатів наук.
За сумлінну, бездоганну та добросовісну службу Івана Руснака нагороджено орденами, медалями та відомчими відзнаками.
Заслужений діяч науки і техніки України (23 листопада 1998). Лауреат Державної премії України в галузі науки і техніки.

## Особисте життя
Одружений, має двох синів.